# Theresa May
Pour les articles homonymes, voir Brasier et May.
Ne doit pas être confondu avec Teresa May.
Theresa May /təˈɹiːzə ˈmeɪ/, baronne May de Maidenhead, née Theresa Brasier le 1er octobre 1956 à Eastbourne (Sussex de l'Est), est une femme d'État britannique. Elle est dirigeante du Parti conservateur et Première ministre du Royaume-Uni de 2016 à 2019.
Fille d'un vicaire anglican, elle travaille à la Banque d'Angleterre de 1977 à 1983, puis dans le secteur bancaire privé. Elle poursuit sa carrière professionnelle jusqu'à son élection comme députée de la circonscription de Maidenhead, sous les couleurs du Parti conservateur, en 1997. Exerçant différentes responsabilités dans le cabinet fantôme de l'opposition entre 1999 et 2010, elle devient une des figures de proue du Parti conservateur, qu'elle préside de 2002 à 2003.
Lors de la formation du premier gouvernement Cameron, en 2010, Theresa May est nommée secrétaire d'État à l'Intérieur. À ce poste, elle mène une réforme de la police et adopte des politiques restrictives sur les drogues et l'immigration. Elle est également ministre des Femmes et des Égalités de 2010 à 2012, faisant valoir à ce portefeuille des positions politiques plus progressistes vis-à-vis, par exemple, du mariage homosexuel. Elle se définit comme une conservatrice one-nation, c’est-à-dire faisant partie de l'aile « pragmatique » du Parti conservateur.
Après le référendum sur l'appartenance du Royaume-Uni à l'Union européenne — lors duquel elle ne prend pas position — et la démission du Premier ministre David Cameron, elle est désignée chef du Parti conservateur, et devient la seconde femme Première ministre du pays après Margaret Thatcher. En 2017, elle provoque des élections générales, à l'issue desquelles le Parti conservateur demeure la première force politique du pays mais en perdant la majorité absolue à la Chambre des communes. Alors qu’elle est chargée de diriger la procédure de retrait du Royaume-Uni de l'Union européenne (« Brexit »), elle mène des négociations qui conduisent en 2018 à deux crises politiques.
En 2019, ne parvenant pas à faire adopter son accord de retrait du Royaume-Uni de l'Union européenne, ayant dû repousser la date du Brexit et devant faire face à une forte défiance au sein de sa majorité, elle quitte la tête du Parti conservateur, puis démissionne de sa fonction de Première ministre à la suite de l’élection de Boris Johnson comme chef du parti. Elle est réélue députée lors des élections générales anticipées de la même année. Elle entre à la Chambre des lords le 21 juillet 2024.

## Situation personnelle

### Origines familiales et éducation

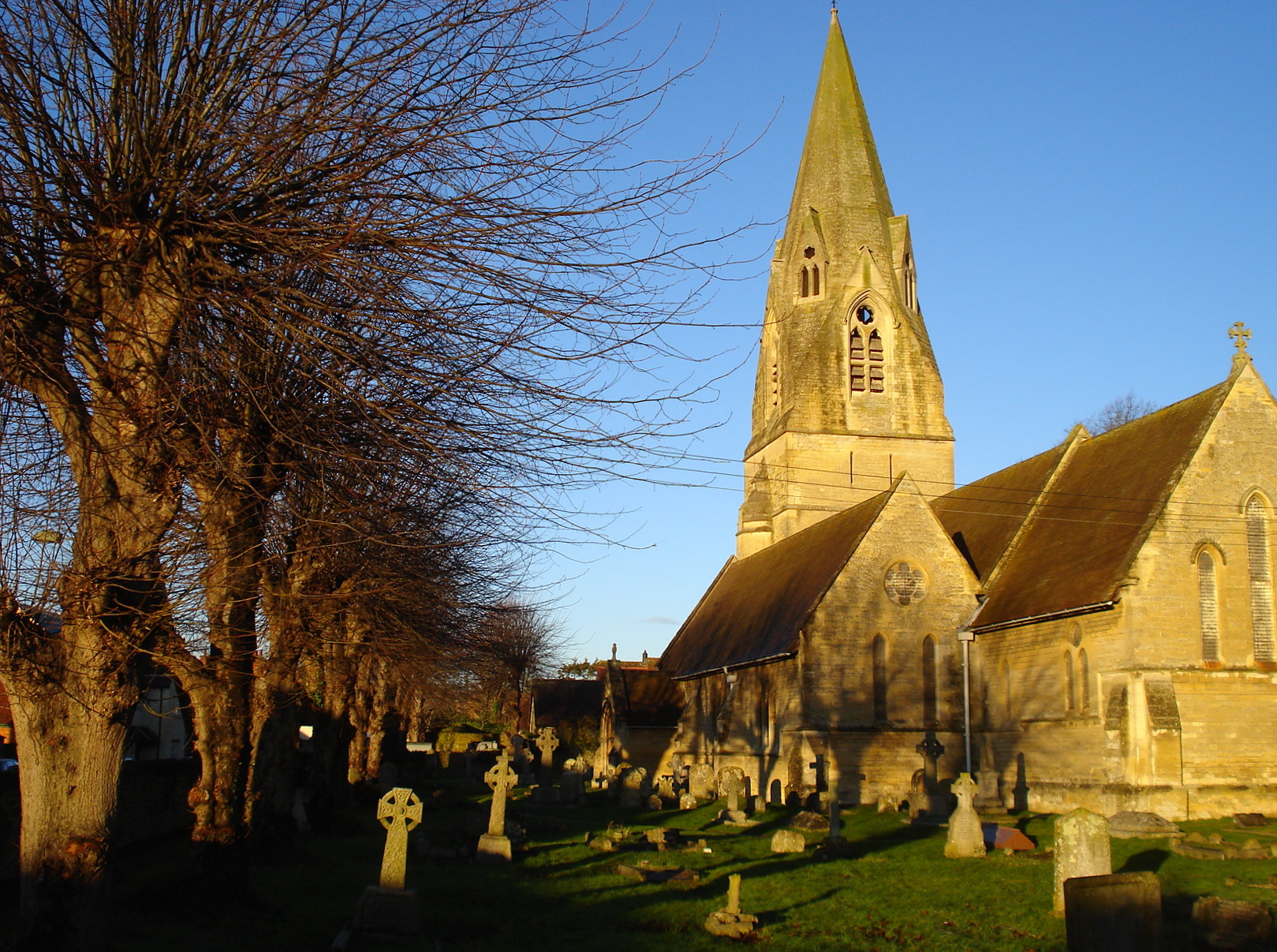
L'église de Sainte-Marie-la-Vierge à Wheatley.

Née le 1er octobre 1956 à Eastbourne, Theresa Mary Brasier est la fille unique de Zaidee Mary (née Barnes, 1928-1982) et du révérend Hubert Brasier (1917-1981). Ce dernier, prêtre anglican au sein de l'Église d'Angleterre,,,, a également été aumônier à l'All Saints' Hospital d'Eastbourne avant d'officier comme vicaire dans la paroisse d'Enstone-cum-Heythrop, puis à l'église de Sainte-Marie-la-Vierge (en) à Wheatley, dans l'Oxfordshire. Sa mère était une forte sympathisante du Parti conservateur. Alors âgée de 25 ans, elle perd ses deux parents : son père meurt des suites d'un accident de voiture tandis que sa mère est terrassée par une sclérose en plaques.
Scolarisée à la Heythrop Primary School, située dans l'Oxfordshire, puis à la St. Juliana's Convent School for Girls, une école catholique à Begbroke, qui a fermé en 1984, Theresa Brasier, à l'âge de 13 ans, est admise à l'Holton Park Girls' Grammar school de Wheatley,, puis à l'université d'Oxford, au sein du St. Hugh's College, pour y entamer des études en géographie. Elle obtient finalement un Bachelor of Arts (B.A.) en 1977, équivalent britannique d'une licence avec mention.

### Vie privée
Theresa Brasier rencontre Philip May (banquier d'affaires) à l'université d'Oxford, où ils sont tous les deux étudiants. Ils sont présentés l'un à l'autre par Benazir Bhutto. Ils se marient le 6 septembre 1980. Ils n'ont pas d'enfant.
En novembre 2012, des examens médicaux révèlent que Theresa May souffre d'un diabète de type 1. Depuis, elle est traitée avec des injections d'insuline.
Theresa May est membre de l'Église d'Angleterre et se rend à la messe chaque dimanche. Elle déclare à propos de sa foi : « elle fait partie de qui je suis et donc de la manière dont je vois les choses ».

### Carrière professionnelle
Entre 1977 et 1983, Theresa May travaille à la Banque d'Angleterre puis est, de 1985 à 1997, consultante financière et conseillère en affaires internationales pour l'Association for Payment Clearing Services (APACS), une société de services bancaires remplacée, en 2009, par la UK Payments Administration (en).

## Parcours politique

### Députée de Maidenhead
Parallèlement à sa carrière professionnelle, elle entame une carrière politique en 1986 après son élection comme conseillère du borough londonien de Merton, dont elle préside la commission de l'éducation entre 1988 et 1990. Elle devient, par la suite, le chef adjoint du groupe conservateur et porte-parole pour le logement entre 1992 et 1994.
Candidate aux élections législatives du 9 avril 1992, elle est investie dans la circonscription de North West Durham, au nord-est de l'Angleterre, par le Parti conservateur. Dans ce bastion réputé pour être acquis au Parti travailliste, elle remporte 27,6 % des voix et n'améliore pas le score obtenu par le candidat conservateur Derek Iceton cinq ans plus tôt. Un peu plus de deux ans plus tard, elle se présente à l'élection partielle du 9 juin 1994 dans la circonscription de Barking, près de Londres, mais est largement défaite, terminant à la troisième place.
Alors que les conservateurs sont sévèrement battus à l'issue des élections législatives du 1er mai 1997, Theresa May est élue députée de la nouvellement créée circonscription de Maidenhead. En ayant obtenu 25 000 voix, soit 49,8 % des suffrages, elle entre à la Chambre des communes, alors dominée par les travaillistes dirigés par le nouveau Premier ministre Tony Blair.

### Cadre du Parti conservateur

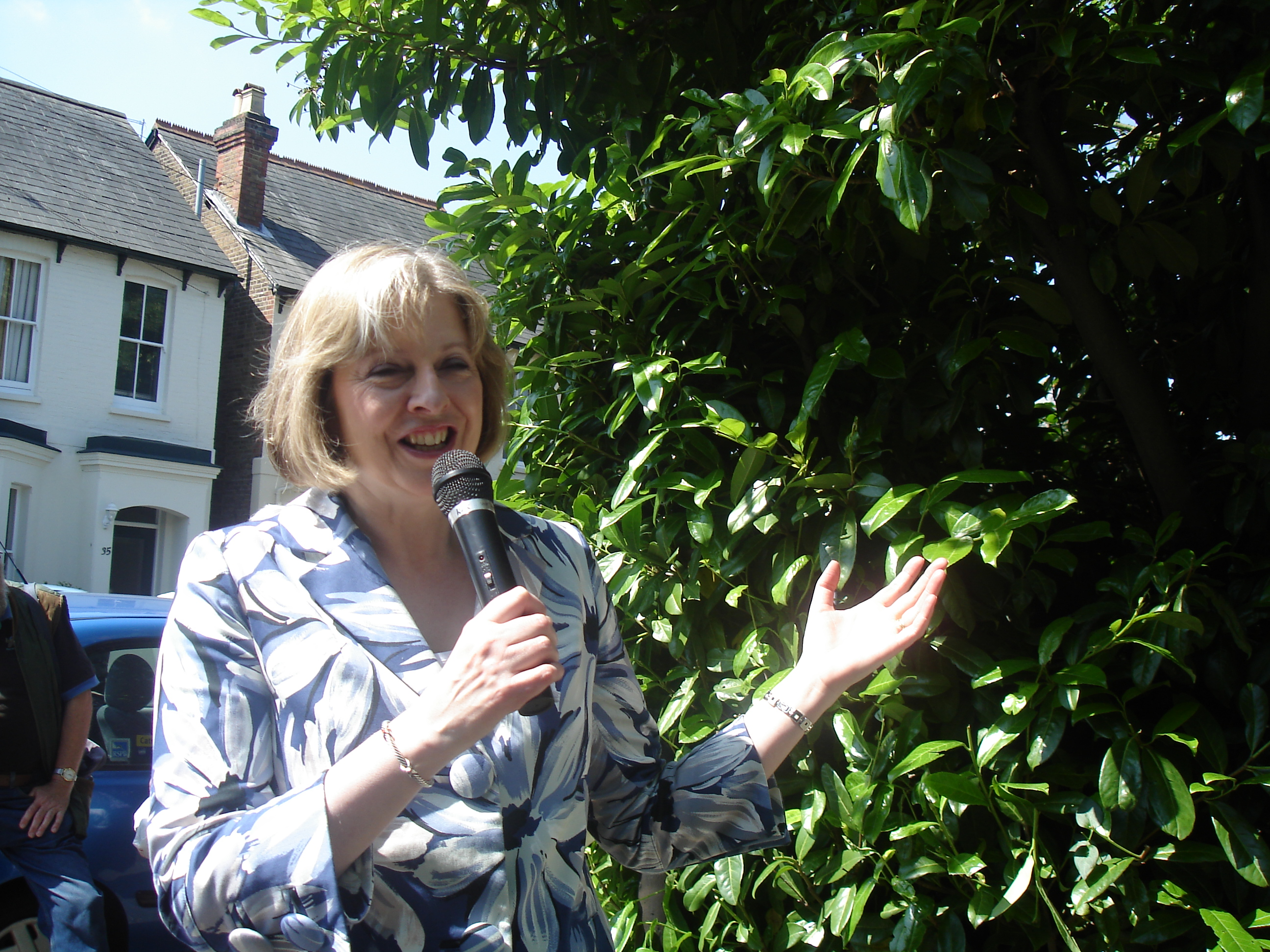
Theresa May en 2007.

Progressivement, Theresa May devient l'une des cadres de l'opposition conservatrice à la Chambre des communes. Le nouveau chef du Parti conservateur, William Hague, la désigne porte-parole sur les questions d'Éducation, de Personnes handicapées et des Femmes. Un an plus tard, elle entre dans le cabinet fantôme, c'est-à-dire l'institution chargée de suivre les travaux du gouvernement pour l'opposition, comme secrétaire d'État fantôme à l'Éducation et à l'Emploi. Après la défaite des conservateurs aux élections législatives du 7 juin 2001, le nouveau chef du Parti, Iain Duncan Smith, lui confie le portefeuille fantôme des Transports.
La carrière politique de Theresa May prend un tournant le 23 juillet 2002 lorsqu'elle devient la première femme élue à la présidence du Parti conservateur. Ce poste lui confère la responsabilité des affaires internes du parti. Son discours d'investiture, qu'elle prononce à l'occasion du congrès du parti, est resté célèbre ; elle y critique le profond conservatisme, expliquant qu'il devait changer : « vous savez comment les gens nous appellent : le parti méchant »,. Cette critique explicite de l'appareil du Parti conservateur lui vaut quelques inimitiés de la part d'autres cadres conservateurs.
L'année suivante, en 2003, elle quitte la présidence du parti et devient membre du Conseil privé avant d'être nommée secrétaire d'État fantôme à l'Environnement et aux Transports par Michael Howard, le nouveau chef du Parti conservateur. Au mois de juin 2004, elle devient secrétaire d'État fantôme à la Culture, aux Médias et aux Sports.
Après avoir publiquement soutenu la candidature de David Cameron, arrivé à la tête du Parti conservateur, Theresa May devient chef fantôme des Communes puis, en 2009, secrétaire d'État fantôme au Travail et aux Retraites. Par la suite, elle prend activement part à la campagne du Parti conservateur à l'occasion des élections générales du 6 mai 2010.

### Secrétaire d'État à l'Intérieur

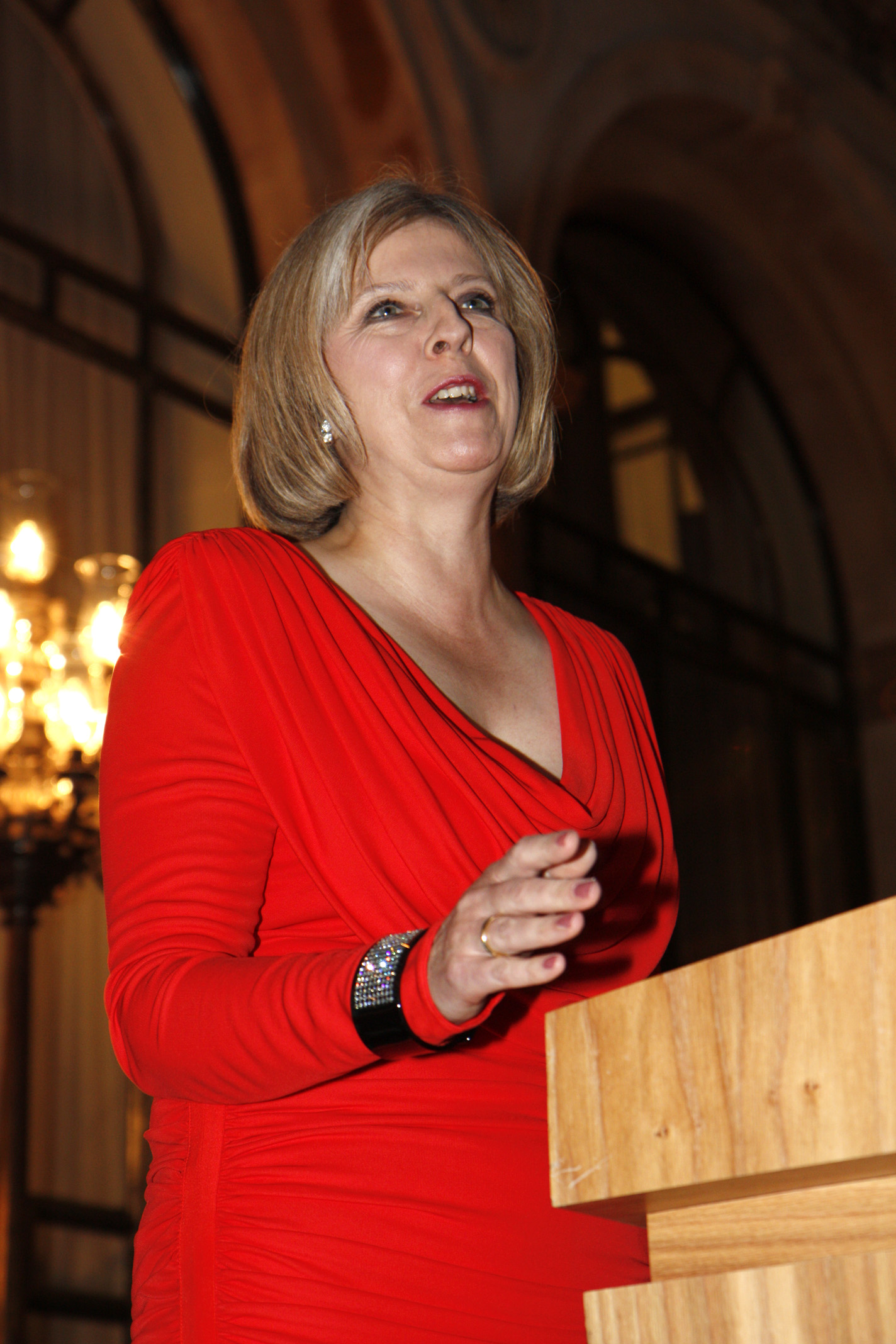
Theresa May en 2010.

Le 12 mai 2010, après la victoire relative des conservateurs aux élections générales, Theresa May est nommée secrétaire d'État à l'Intérieur et ministre des Femmes et des Égalités dans le gouvernement de coalition dirigé par David Cameron. Alors âgée de 53 ans, elle devient la quatrième femme à exercer l'une des plus hautes fonctions de l'État après Margaret Thatcher (Première ministre), Margaret Beckett (Affaires étrangères) et Jacqui Smith (Intérieur). Chargée de ce portefeuille régalien de 2010 à 2016, soit durant six ans, elle détient le plus long mandat à ce poste depuis plus de soixante ans, après James Chuter Ede. La nomination de May constitue une surprise, le poste de secrétaire d'État à l'Intérieur ayant dû revenir à Chris Grayling, qui détenait cette fonction dans le cabinet fantôme sortant.
Plusieurs fois mis en minorité par son propre parti au cours de son mandat, David Cameron, dont elle est pourtant réputée proche, est menacé par Theresa May si elle devait lui disputer la tête du Parti conservateur. Pour Rodney Barker (en), professeur émérite de science politique à la London School of Economics, « elle joue habilement avec l'image de Thatcher, celle d'une femme ferme ancrée à droite, à l'inverse de celle de l'homme faible lié avec les centristes que représente Cameron ».

#### Sécurité
En 2013, Theresa May obtient l'extradition du prédicateur radical Abou Qatada vers la Jordanie, après une bataille juridique longue d'une dizaine d'années et qui a coûté au contribuable britannique 1,7 million de livres et que de nombreux secrétaires d'État à l'Intérieur n'avaient pu résoudre. Elle avait alors négocié directement avec la Jordanie un accord garantissant à l'accusé un jugement équitable. Cet épisode est vu comme un succès par les Britanniques[réf. nécessaire]. Dans un discours au Parlement concernant la situation d'Abou Qatada, elle critique la CEDH, l'accusant de perdre de vue les objectifs premiers (« moving the goalposts ») en ayant une interprétation folle des lois sur les droits de l'homme (« crazy interpretation of Human Rights Law »).
Malgré les pressions des États-Unis, elle refuse de faire extrader Gary McKinnon, un hacker atteint du syndrome d'Asperger accusé d'avoir piraté les systèmes informatiques du Pentagone.
En novembre 2013, à la suite d'une décision de la Cour suprême du Royaume-Uni qui renversait la décision de Jacqui Smith — son prédécesseur au département de l'Intérieur, elle déchoit une nouvelle fois de la nationalité britannique Hilal Al-Jedda, terroriste présumé né en Irak. Elle fait ainsi d'Al-Jedda la première personne à avoir perdu deux fois la nationalité britannique.
Elle fait réduire les effectifs de la police de 20 000 agents.

#### Immigration

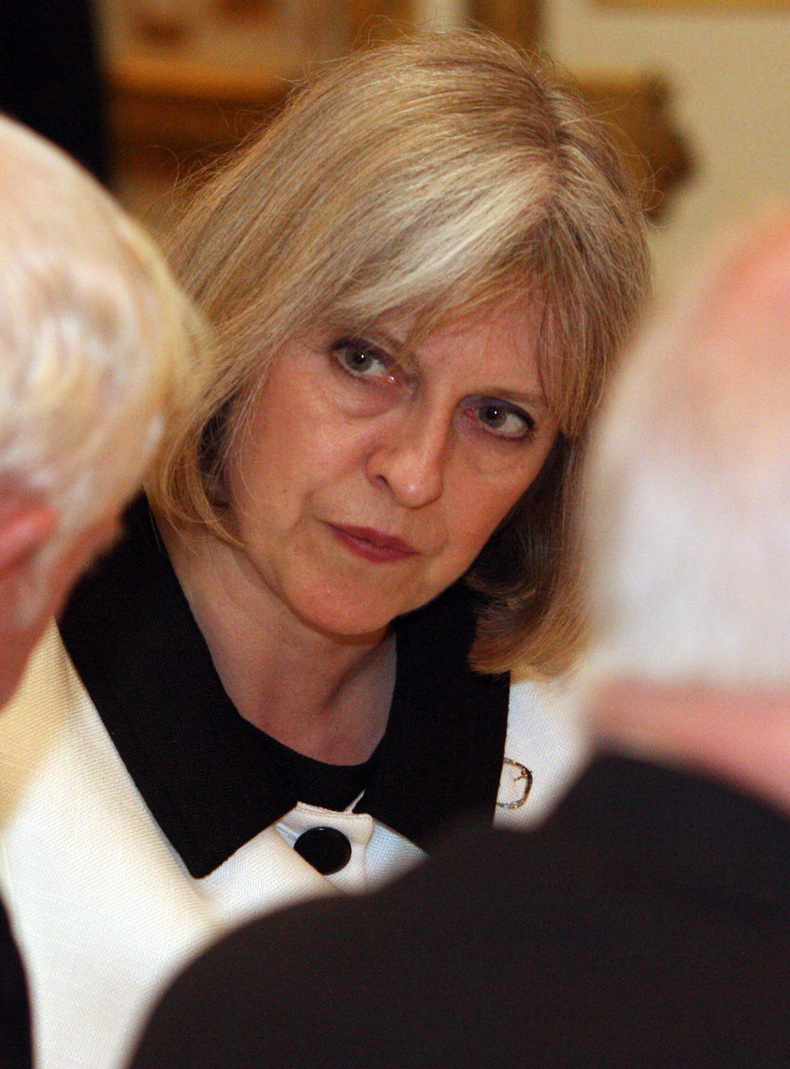
Theresa May en 2011.

La politique d'immigration du gouvernement Cameron vise principalement à réduire le nombre d'immigrés au Royaume-Uni. En 2010, Theresa May promet de ramener ce nombre en dessous de 100 000. Ses déclarations et les diverses mesures prises à ce sujet donnent lieu à des polémiques.
Le 11 juin 2012, May annonce au Parlement la mise en place de nouvelles restrictions sur le regroupement familial pour les migrants hors Espace économique européen : seuls les citoyens britanniques gagnant plus de 18 600 £ par an pourront faire venir leur conjoint au Royaume-Uni, avec un montant plus élevé pour faire une demande concernant les enfants. La nouvelle politique allonge la période probatoire pour les conjoints de deux à cinq ans et empêche l'immigration de personnes adultes dépendantes à moins que le demandeur fasse la démonstration d'une nécessité de soin qui ne puisse être fourni qu'au Royaume-Uni. Cette nouvelle politique est critiquée par le groupe de défense des droits de l'homme Liberty pour qui elle démontre le peu de cas fait des familles par le gouvernement ainsi que par un groupement transpartisan de députés qui concluent après une enquête qu'en raison des nouvelles règles des très jeunes enfants sont séparés de leurs parents que certains citoyens britanniques pourraient être poussés à quitter le pays.
Lors du Congrès conservateur d'octobre 2011, plaidant en faveur d'une modification du Human Rights Act, elle déclare qu'un étranger avait été autorisé à rester au Royaume-Uni parce qu'il avait un chat domestique. La Cour royale de justice contredit cette version de l'affaire en précisant que la personne était en couple avec un Britannique. Pour Amnesty International, les commentaires de May alimentent les « mythes et préjugés » sur le Human Rights Act ; le secrétaire d'État à la Justice Kenneth Clarke qualifie par la suite les déclarations de May de « risibles et enfantines »,
Theresa May est accusée par le libéral-démocrate Roger Roberts au sujet de l'expulsion, en 2013, du demandeur d'asile nigérian Isa Muaza (en), malade mental en grève de la faim, de laisser quelqu'un mourir « pour marquer des points politiques ».
En mai 2015, en pleine crise migratoire en Europe, Theresa May rejette la proposition de quotas obligatoires de réfugiés. Elle déclare qu'il est important d'aider les gens qui vivent dans les zones de guerre et les camps de réfugiés mais « pas ceux qui sont assez forts et riches pour venir en Europe ».
Malgré les différentes mesures prises pour réduire l'immigration, l'Office for National Statistics « annonce un flux net de 298 000 migrants vers le Royaume-Uni dans les douze mois précédant septembre 2014 — une hausse de 210 000 par rapport à l'année précédente. ». Les statistiques montrent des « hausses significatives des migrations à la fois des citoyens non européens — en hausse de 49 000 — et des citoyens européens, en hausse de 43 000. »

#### Sujets de société
Favorable au mariage homosexuel et opposée aux contrôles au faciès, elle bénéficie d'une image progressiste sur les sujets de société.

### Ministre des Femmes et des Égalités
Parallèlement à sa fonction de secrétaire d'État à l'Intérieur, Theresa May détient le portefeuille de ministre des Femmes et des Égalités dans le premier gouvernement David Cameron, de 2010 à 2012.
Dans un premier temps, la nomination de Theresa May à cette fonction est critiquée par des associations LGBT, qui lui reprochent de ne pas avoir voté en faveur de l'alignement de l'âge du consentement sexuel entre personnes homosexuelles sur celui des personnes hétérosexuelles, en 1998, et de l'introduction du droit à l'adoption pour les couples de même sexe, en 2002. Par la suite, elle déclare avoir changé d'avis au sujet de l'adoption par les couples homosexuels et vote en faveur du Civil Partnership Act de 2004 (en).
En juin 2010, dans les colonnes du site PinkNews, elle indique vouloir lutter contre l'homophobie, notamment au sein du milieu sportif, préconisant la nécessité d'un « changement culturel » au sein de la société britannique. Le 2 juillet 2010, elle déclare soutenir l’Equality Act 2010, bien qu'elle y était précédemment opposée.
Elle annonce, en mai 2012, qu'elle soutient le mariage homosexuel au Royaume-Uni, ce qui fait d'elle l'un des premiers dirigeants du Parti conservateur à s'exprimer en faveur de cette mesure. En 2013, elle vote ainsi pour l'ouverture du mariage aux couples de même sexe.

### Élection à la direction du Parti conservateur

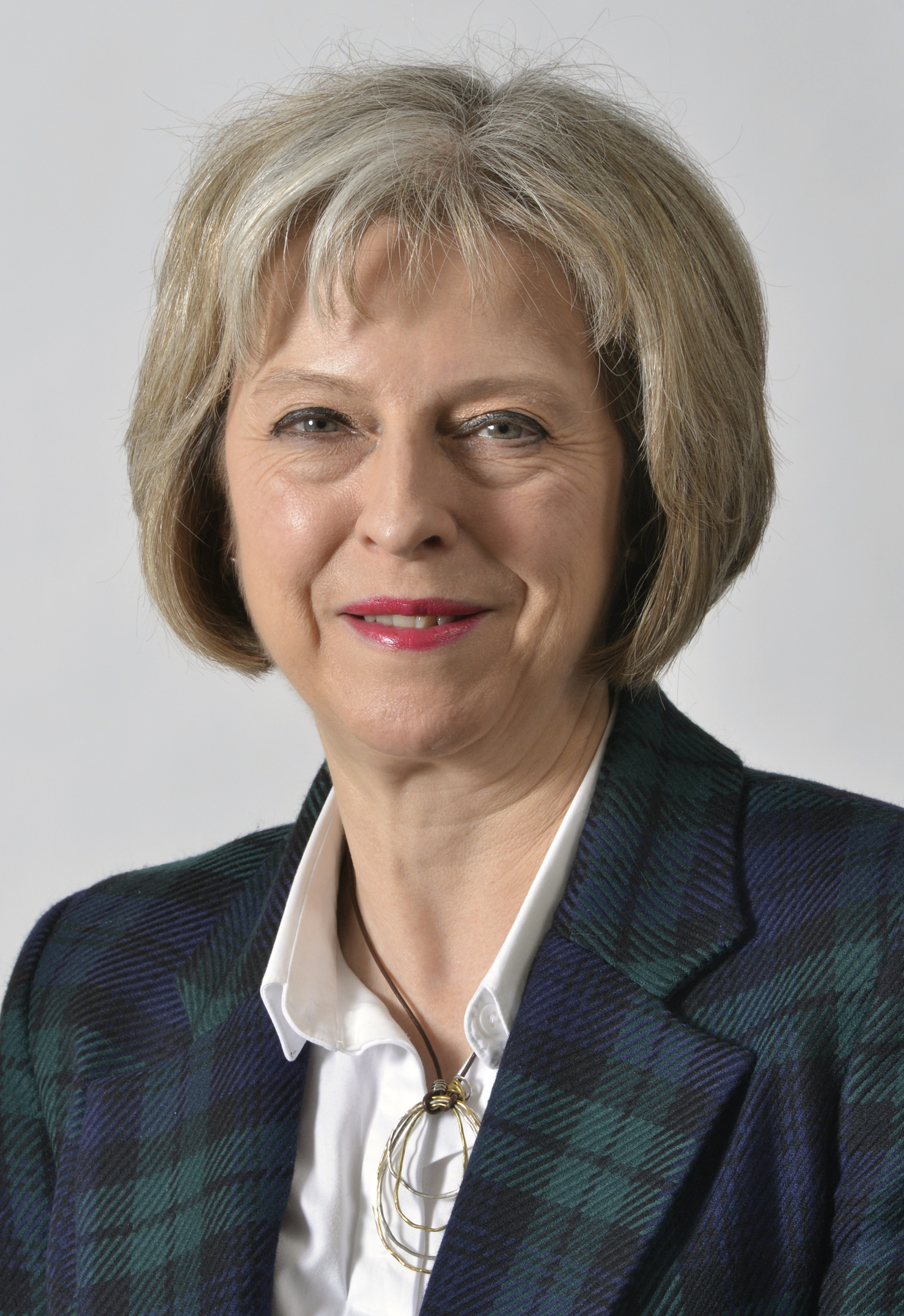
Theresa May en 2015.

Le 30 juin 2016, Theresa May annonce, lors d'une conférence de presse, sa candidature à la direction du Parti conservateur, une semaine après la victoire des partisans d'une sortie du Royaume-Uni de l'Union européenne lors du référendum provoqué par David Cameron, qui a annoncé sa démission au lendemain de la défaite des partisans du maintien du pays dans l'UE.
La secrétaire d'État à l'Intérieur, que la presse britannique classe parmi les grands favoris de cette élection interne au Parti conservateur, se fait la garante d'un « leadership fort » et d'une « vision positive » pour l'avenir du pays. Si elle s'est publiquement prononcée pour le maintien du Royaume-Uni dans l'Union européenne malgré ses positions notoirement eurosceptiques, elle s'est montrée résolument opposée à un deuxième référendum, expliquant que « la campagne a été menée et le public a rendu son verdict », estimant qu'il n'y a « pas de retour en arrière possible ». « Le Brexit signifie le Brexit et nous en ferons un succès » promet-elle alors lors du lancement de sa campagne, tandis qu'un sondage publié le jour de sa candidature indique que 47 % des personnes interrogées en font leur candidate préférée pour la nomination au poste de Première ministre.
Plusieurs membres du gouvernement sortant prennent position en faveur de la candidature de May, tels que Chris Grayling, Amber Rudd, Justine Greening, Jeremy Hunt, Michael Fallon et Patrick McLoughlin. En outre, l'ancien maire de Londres, Boris Johnson, longtemps pressenti comme candidat à la direction du parti, renonce à se présenter à l'élection, laissant Theresa May conserver le statut de favorite.
Lors du premier tour de l'élection, le 5 juillet suivant, Theresa May devance largement ses concurrents en obtenant le soutien de 165 députés contre 66 pour son adversaire la plus proche, Andrea Leadsom, et 48 pour Michael Gove ; les candidats ayant recueilli le plus faible nombre de voix de cette compétition, Liam Fox et Stephen Crabb, lui apportent immédiatement leur soutien et, deux jours plus tard, Theresa May parvient à convaincre 199 députés contre 84 pour Leadsom et 46 pour Gove, pour sa part éliminé.
Le 11 juillet, Andrea Leadsom, fragilisée par des polémiques qui ont contrarié sa campagne, annonce son retrait de la compétition, estimant qu'elle ne bénéficie pas d'un soutien suffisant pour l'emporter face à Theresa May et qu'elle ne peut, dans ces conditions, prétendre avec crédibilité au poste de Première ministre. Avec le retrait de sa seule concurrente, May est automatiquement proclamée élue chef du Parti conservateur dans la soirée,. David Cameron annonce dans la foulée qu'il présentera sa démission à la reine le 13 juillet, ce qui permet à Theresa May d'entrer au 10 Downing Street plusieurs mois avant la tenue d'un congrès, finalement annulé, du Parti conservateur qui devait aboutir à l'élection du successeur de Cameron.

### Première ministre

#### Formation du gouvernement

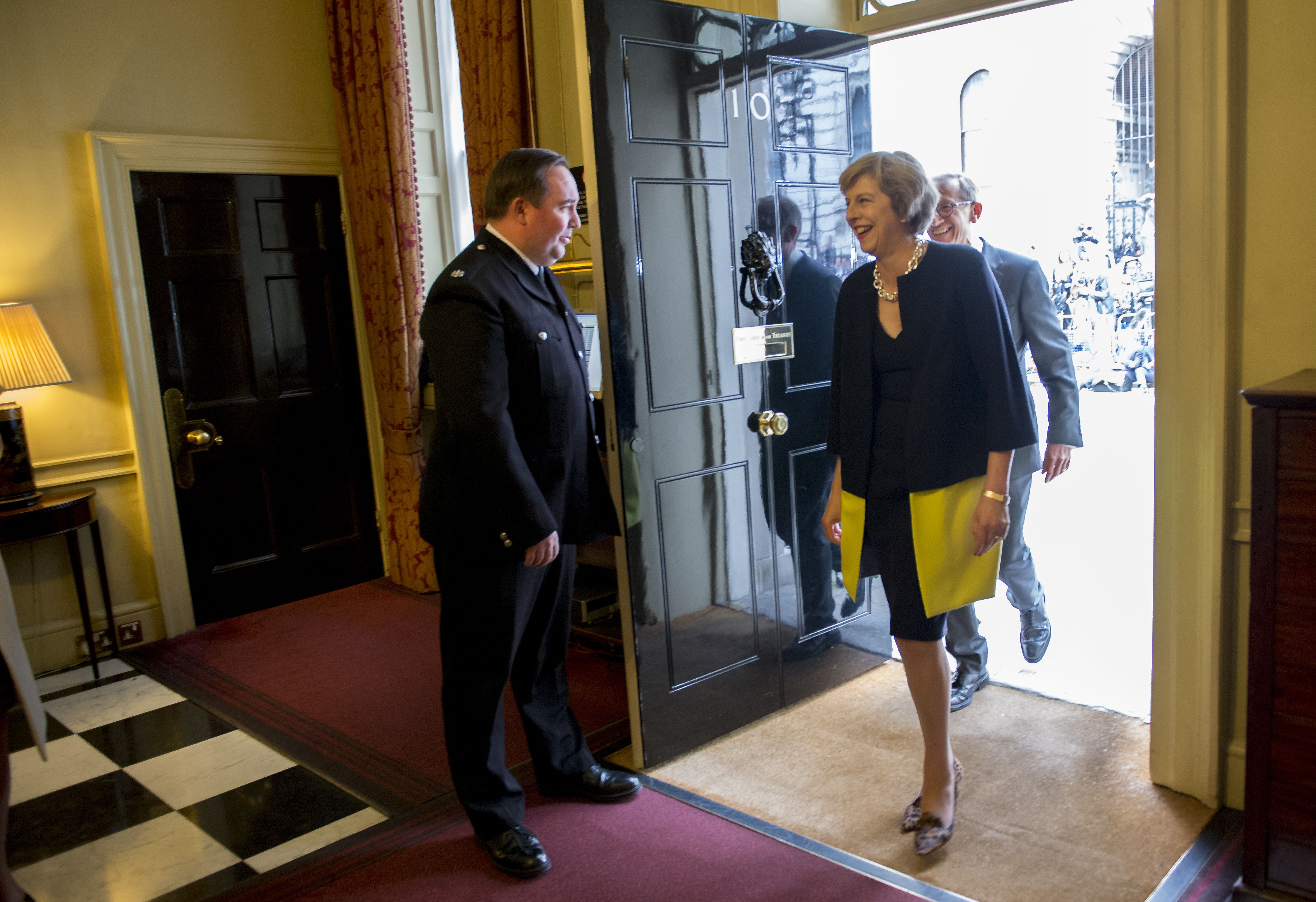
Theresa May, faisant son arrivée au 10 Downing Street en tant que Première ministre, le 13 juillet 2016.

Le 13 juillet 2016, deux jours après sa désignation comme chef du Parti conservateur, Theresa May est reçue en audience par la reine Élisabeth II au palais de Buckingham pour un entretien à l'issue duquel elle est nommée Première ministre du Royaume-Uni, devenant ainsi la seconde femme, après Margaret Thatcher, appelée à diriger le gouvernement britannique et la première femme nommée à ce poste au XXIe siècle. En devenant Première ministre, Theresa May est par ailleurs la première femme à avoir occupé deux des grands offices d'État.

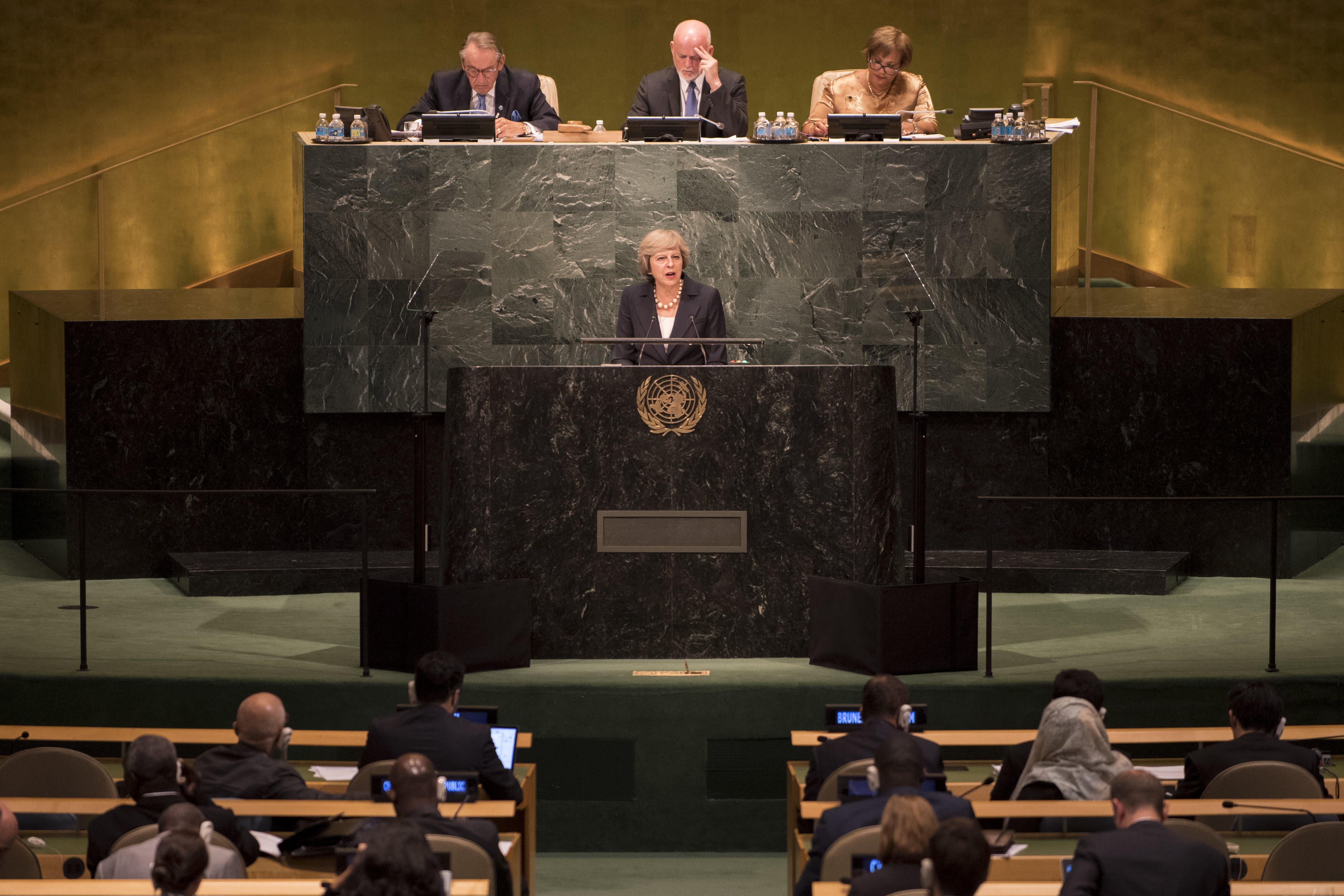
Theresa May s'adressant à l'ONU, le 20 septembre 2016.

S'adressant aux journalistes réunis devant le 10 Downing Street, Theresa May s'est dite « honorée » d'être nommée Première ministre, rendant un vibrant hommage à son prédécesseur David Cameron et s'engageant à faire du Royaume-Uni une nation au « rôle audacieux » qui sera le sien après le retrait de son pays de l'Union européenne. Répondant aux appels soutenant la convocation d'élections anticipées, son entourage fait savoir qu'elle n'a pas l'intention de solliciter la dissolution de la Chambre des communes puisque étant elle-même dotée de la légitimité qui lui a été conférée par sa désignation comme chef du parti majoritaire.

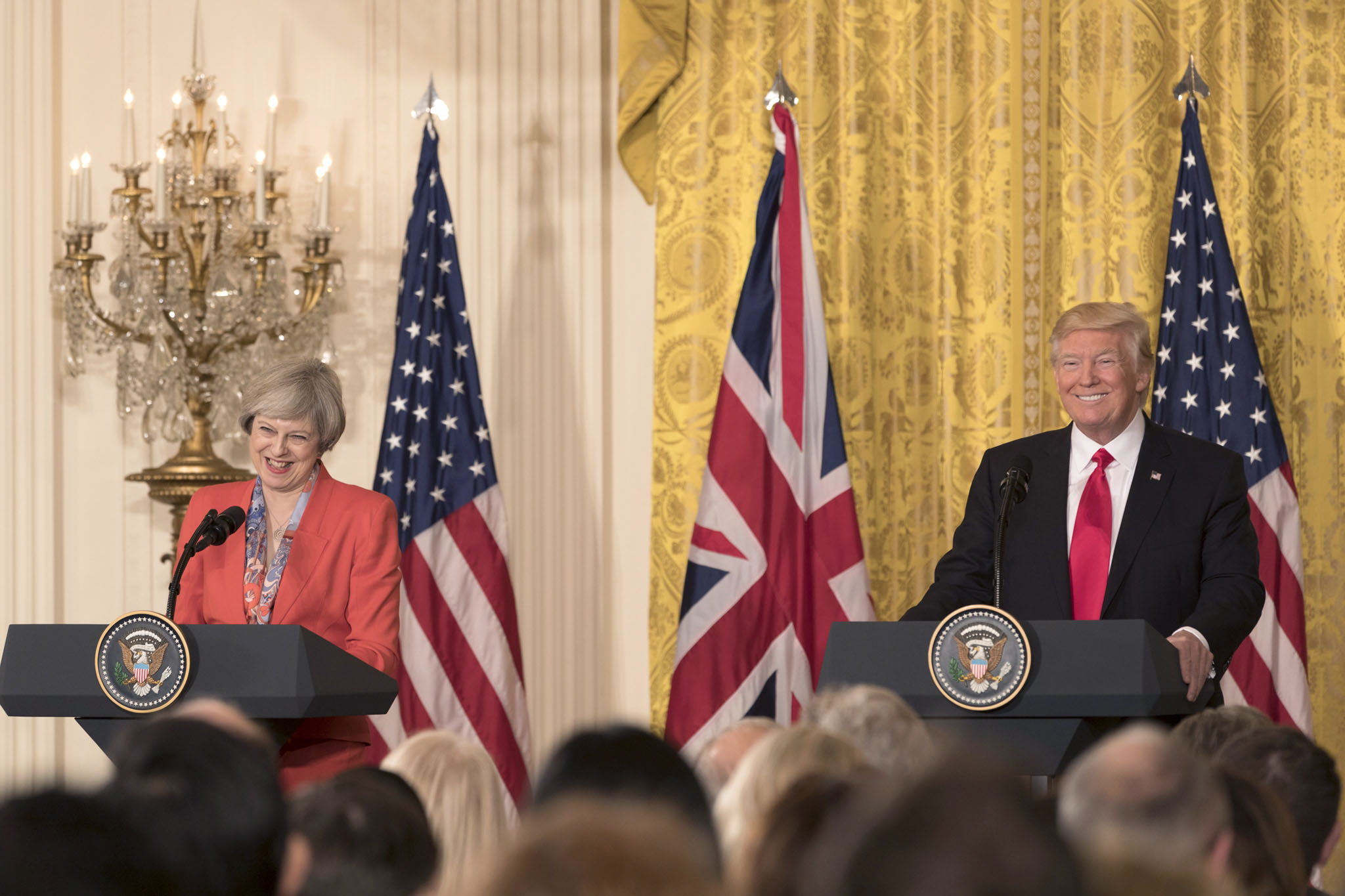
Theresa May et Donald Trump (janvier 2017).

Si quelques membres du gouvernement de David Cameron sont confirmés dans leurs fonctions, tels que Jeremy Hunt, David Mundell et Jeremy Wright, d'autres sont limogés et ne se voient pas proposer un autre portefeuille comme Michael Gove, controversé depuis sa candidature avortée à la direction du Parti conservateur, et Nicky Morgan, qui soutenait vivement celui-ci. Au total, neuf membres du gouvernement sortant sont évincés du Cabinet à l'occasion d'un remaniement jugé « brutal » par le Daily Telegraph. Soucieuse de faire du « Brexit » l'un des piliers de sa politique, la nouvelle chef du gouvernement crée deux portefeuilles : le premier — secrétaire d'État au Commerce international — est confié Liam Fox tandis que le second, plus symbolique — secrétaire d'État à la Sortie de l'Union européenne — est attribué à David Davis, un conservateur réputé pour son euroscepticisme assumé.

#### Élections générales de 2017
Le 18 avril 2017, elle demande au Parlement de convoquer des élections générales anticipées pour le 8 juin 2017, ce qui est approuvé par la Chambre des communes le lendemain,,. Durant la campagne, le Parti conservateur s’emploie à s'éloigner du « libéralisme économique débridé » hérité du thatchérisme pour se resituer sur une ligne plus favorable aux interventions de l’État.

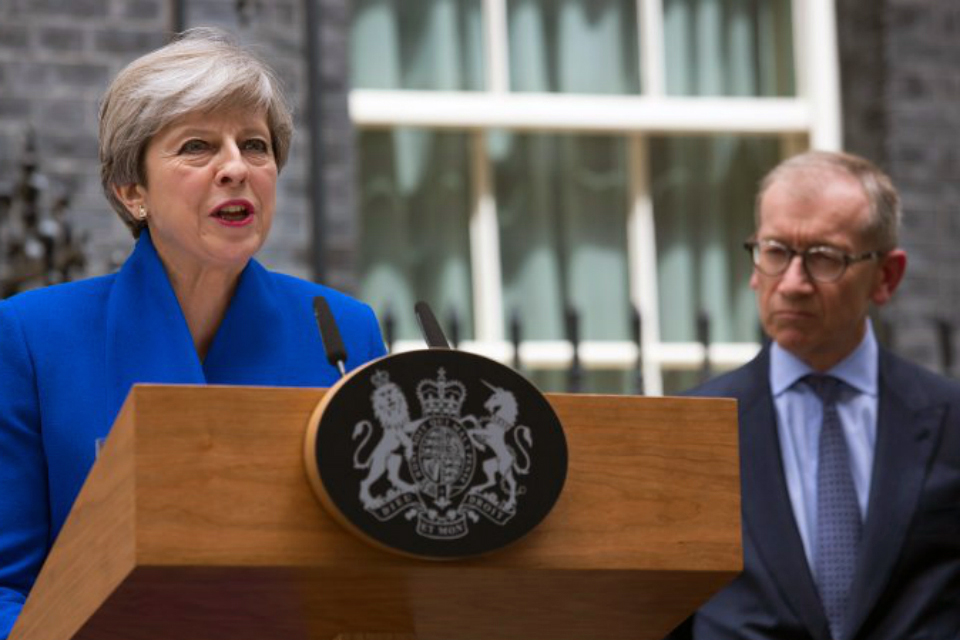
Theresa May, aux côtés de son mari Philip, prononçant son discours, à la suite des élections générales de juin 2017.

À quelques semaines de l'élection, son parti chute dans les intentions de vote, notamment en raison de sa proposition de taxer les retraités pour financer leurs soins en cas de démence sénile et en raison des attentats de Manchester et du London Bridge,. Il lui est par ailleurs reproché de ne pas avoir mené une campagne efficace en se contentant principalement de dénigrer son adversaire et en évitant les débats.
Après la perte d'une douzaine de sièges et de la majorité absolue par le Parti conservateur, Theresa May en adoucit le programme et revient notamment sur les propositions de supprimer les repas gratuits pour les écoliers et d'instaurer une taxe sur l'héritage des personnes ayant fait l'objet de soins médicaux pris en charge par l’État. Des négociations sont entamées avec le DUP irlandais pour constituer une majorité.
En 2017 et en 2018, elle figure à la deuxième place du classement des femmes les plus puissantes du monde selon Forbes.

#### Incapacité à mener le Brexit
À plusieurs reprises, sa conduite des négociations sur le retrait du Royaume-Uni de l'Union européenne est critiquée par les partisans d’une rupture claire avec l’Union européenne. Les 8 et 9 juillet 2018, après des mois de tensions et à la suite de la présentation par la Première ministre d’un projet de « zone de libre-échange des biens » et d’un modèle douanier avec l'UE, trois membres de son gouvernement démissionnent : David Davis, secrétaire d'État à la sortie de l'Union européenne du Royaume-Uni, Steve Baker, sous-secrétaire d'État chargé de la sortie de l'Union européenne, et Boris Johnson, secrétaire d'État des Affaires étrangères,.

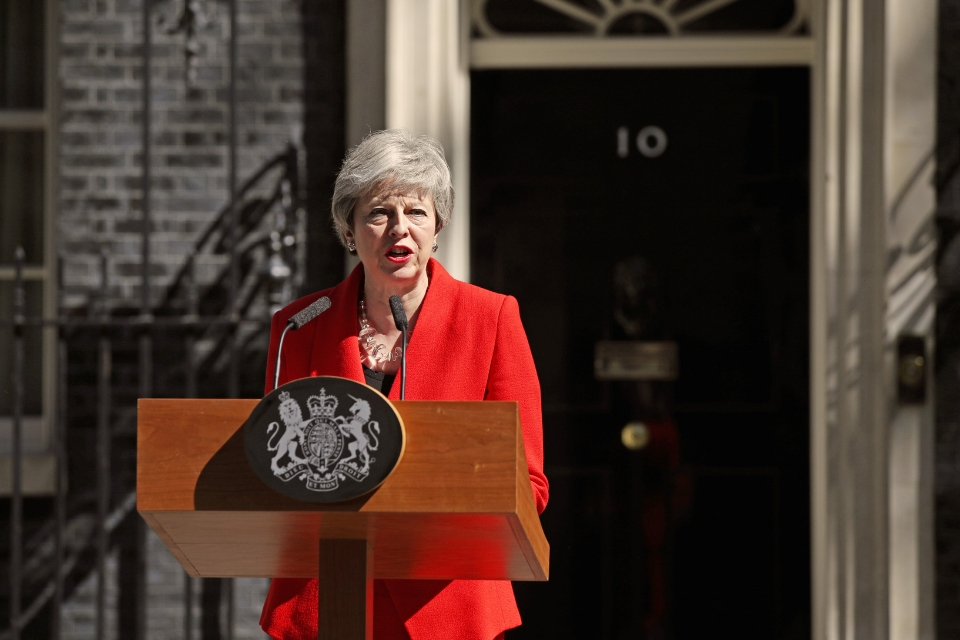
Theresa May annonçant sa démission devant le 10 Downing Street, le 24 mai 2019.

Le 14 novembre 2018, après de longues négociations, un projet d'accord sur le Brexit entre le Royaume-Uni et l'Union européenne est dévoilé. Il prévoit notamment un « filet de sécurité » (backstop) pouvant conduire au maintien du Royaume-Uni dans une union douanière avec l'UE et un statut particulier pour l'Irlande du Nord. Le lendemain, six membres du gouvernement démissionnent (Shailesh Vara, Dominic Raab, Esther McVey, Suella Braverman, Anne-Marie Trevelyan, Ranil Jayawardena), considérant que cet accord trahit le résultat du référendum de 2016.
Faute de majorité prévisible, Theresa May annonce le 11 décembre le report au 15 janvier du vote des Communes sur l'accord avec l'UE. Le 12 décembre 2018, 48 parlementaires issus des rangs du Parti conservateur déclenchent une motion de censure à l'encontre de la Première ministre, qui remporte finalement la confiance du Parlement avec le soutien de 200 élus de son parti contre 117. Avant le vote, elle a annoncé qu'elle ne conduirait pas la campagne de son parti aux élections législatives de 2022 et qu'elle ne provoquerait pas d'élections anticipées.
En 2019, elle échoue à trois reprises à faire voter par la Chambre des communes son projet négocié avec l'Union européenne pour le Brexit. Fortement contestée, elle refuse de démissionner si son texte n'est pas adopté, et fait repousser la date initiale du Brexit.
Le 22 mai 2019, pour obtenir l'adoption de son accord sur le Brexit, Theresa May offre aux députés britanniques la possibilité de décider d'un second référendum. La leader de la Chambre des communes et lord président du Conseil, Andrea Leadsom, démissionne à son tour, mettant en doute l'accord de retrait proposé par Theresa May et la tenue éventuelle d'un second référendum sur la sortie de l'Union européenne du Royaume-Uni et isolant encore plus la Première ministre.

#### Démission
Le 24 mai 2019, elle annonce son intention de quitter la direction du Parti conservateur avec effet au 7 juin suivant. En tant que Première ministre, elle continue de gérer les affaires courantes jusqu'au 24 juillet 2019, lendemain de l'annonce des résultats de l'élection à la direction du Parti conservateur. Boris Johnson lui succède.

### Après le gouvernement

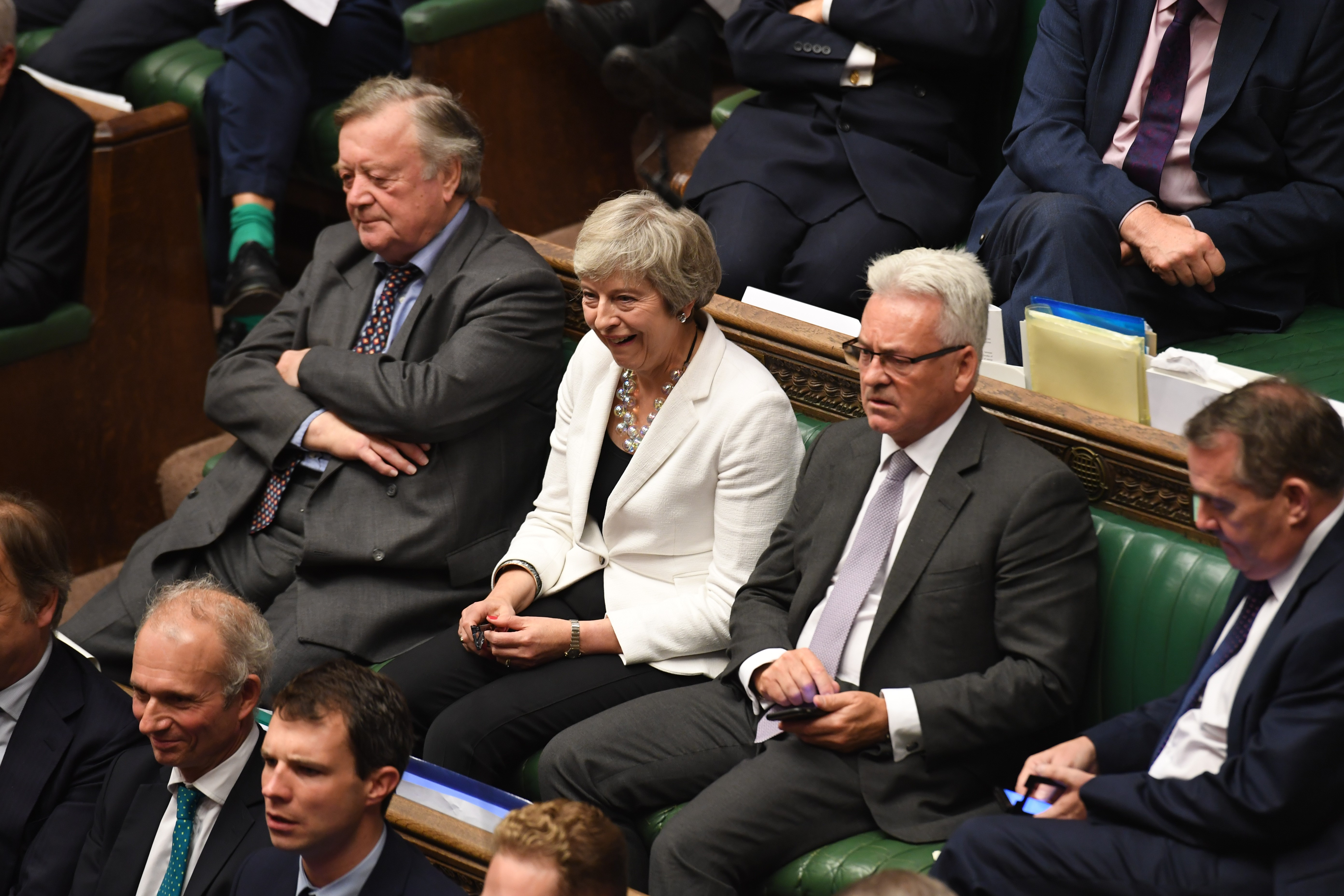
Theresa May, de retour comme parlementaire d'arrière-ban (ici aux côtés du Doyen de la Chambre Kenneth Clarke et Alan Duncan, en octobre 2019).

Theresa May est réélue députée lors des élections générales britanniques de 2019. Intervenant peu au Parlement, elle s’oppose en septembre 2020 à la volonté annoncée du gouvernement Johnson de ne pas respecter l’accord de retrait du Royaume-Uni de l'Union européenne.
Tout comme d'autres anciens Premiers ministres britanniques, Theresa May donne des conférences contre rétributions. Elles lui ont rapporté 2,8 millions de livres de fin 2019 à début 2023.
Le 21 juillet 2024, elle est faite baronne May de Maidenhead, et entre à la Chambre des lords.

## Prises de position
Theresa May s'identifie au courant one-nation au sein du Parti conservateur.
Le Financial Times la décrit comme libérale-conservatrice et une « femme politique non idéologique avec un côté impitoyable et qui fait son travail » en la comparant avec Angela Merkel. Pour The Independent, elle est « résolument plus conservatrice, plus anti-immigration et plus isolationniste » que Boris Johnson.
Theresa May soutient le maintien du Royaume-Uni au sein de l'Union européenne lors du référendum de 2016, mais sans faire campagne et en critiquant certains aspects de l'UE,. Des journalistes politiques estiment que cet engagement a minima dans le débat a été choisi afin de renforcer sa position dans une élection future à la direction du Parti conservateur.
Lors de son premier grand discours de politique générale, elle s'engage à lutter contre l'évasion fiscale, à s'attaquer à ceux qui préfèrent embaucher à l’étranger plutôt que de former des Britanniques, à protéger les services publics et à intervenir dans l'économie en cas de défaillance du secteur privé. Pour La Croix, « les termes employés semblent sortis d’un discours du Labour. Les rares mesures évoquées sont des propositions émises depuis 2010, par l’ancien leader travailliste Ed Miliband, quasiment qualifiées alors de marxistes par les Tories et la presse de droite. Mais face à un Labour qu’elle estime « divisé, divisant et éloigné » de la population, cette réappropriation ne lui sera pas reprochée. Elle devrait au contraire lui permettre d’attirer nombre d’électeurs centristes ». Pour Torsten Bell, du laboratoire d’idées indépendant Resolution Foundation (en), « sa forte préoccupation à l’égard de la classe ouvrière rompt avec ses prédécesseurs conservateurs. Pour autant, elle reste économiquement libérale : elle ne parle pas de réformer le capitalisme en profondeur, ni d’une intervention massive de l’État en matière d’industrie. La nouveauté, c’est qu’à ses yeux, l’État peut faire partie des solutions, alors qu’il était un problème aux yeux de Margaret Thatcher ». Pour Phillip Blond, « elle n’est pas post- mais pré-Thatcher : elle renvoie au conservatisme de son lointain prédécesseur, Benjamin Disraeli, au XIXe siècle, qui critiquait le capitalisme et prônait une intervention de l’État dans l’économie ».
Bien qu'elle prenne ses distances avec le libéral-conservatisme de Margaret Thatcher, Theresa May n'a que vaguement plaidé pour une politique industrielle. Elle ne rejoint par ailleurs pas le « conservatisme social » ou « torysme rouge », en témoigne la poursuite de la politique d'austérité de son prédécesseur, la non-réforme du National Health Service ou l'abandon du paiement des repas de cantines pour les élèves les plus pauvres (free school meals). Pour la chercheuse Laetitia Strauch-Bonart, « en ne choisissant ni la voie de la promotion de la libre entreprise ni celle de l’intervention intelligente de l'État, elle a déplu aux libéraux comme aux partisans de l'État, à droite comme un gauche. On ne se défait pas aisément de l’héritage du libéralisme thatchérien si l'on n'a rien à proposer à la place. Theresa May représente en définitive moins un conservatisme populaire qu'un conservatisme de la classe moyenne rurale — celui de la Middle England ».

## Résultats électoraux

### Chambre des communes
| Élection          | Circonscription   | Parti | Parti        | Voix   | %    | Résultats |
| ----------------- | ----------------- | ----- | ------------ | ------ | ---- | --------- |
| Générales de 1992 | North West Durham |       | Conservateur | 12 747 | 27,6 | Échec     |
| Partielle de 1994 | Barking           |       | Conservateur | 1 976  | 10,4 | Échec     |
| Générales de 1997 | Maidenhead        |       | Conservateur | 25 344 | 49,8 | Élu       |
| Générales de 2001 | Maidenhead        |       | Conservateur | 19 506 | 45,0 | Élu       |
| Générales de 2005 | Maidenhead        |       | Conservateur | 23 312 | 50,8 | Élu       |
| Générales de 2010 | Maidenhead        |       | Conservateur | 31 937 | 59,5 | Élu       |
| Générales de 2015 | Maidenhead        |       | Conservateur | 35 453 | 65,8 | Élu       |
| Générales de 2017 | Maidenhead        |       | Conservateur | 37 718 | 64,8 | Élu       |
| Générales de 2019 | Maidenhead        |       | Conservateur | 32 620 | 57,7 | Élu       |

### Élections locales
| Date | Conseil                       | District  | Parti | Parti        | Voix  | Rang | Résultats |
| ---- | ----------------------------- | --------- | ----- | ------------ | ----- | ---- | --------- |
| 1986 | Merton London Borough Council | Durnsford |       | Conservateur | 818   | 2e   | Élu       |
| 1990 | Merton London Borough Council | Durnsford |       | Conservateur | 1 063 | 1re  | Élu       |

## Distinctions

### Honneurs

Emblème des conseillers privés.

- Depuis 2005, elle porte du prédicat « très honorable » en tant que membre du conseil privé de Sa Majesté.
- Récipiendaire des clés de la Cité, elle est ensuite nommée « Liveryman » de la Vénérable compagnie des Marketors.
- Elle s'est exprimée à la Fawcett Society au sujet de l'égalité femmes-hommes et, en 2006, est nommée « Inspiring Women » par la société (« femme inspirante »)[77].
- En 2013, l'émission Woman's Hour de BBC Radio 4 l'a décrite comme la deuxième femme la plus puissante du Royaume-Uni[78].
- en novembre 2014, elle reçoit un doctorat honoris causa de la World Sikh University (en)[79]
- En septembre 2017, Forbes classe Theresa May comme la 2e femme la plus puissante du monde, derrière Angela Merkel[80].
- Le 30 août 2018, elle est faite citoyenne d'honneur d'Abuja, au Nigeria[81].

### Décorations
- Grand-cordon de l'ordre du roi Abdelaziz (Arabie saoudite, 2017).
- Grand-croix de l'ordre de Sainte Agatha (en) (Saint-Marin, 2021).